# 444の恐怖
『444の恐怖』（よんひゃくよんじゅうよんのきょうふ）は、1992年3月31日3:00 - 5:00にフジテレビの深夜帯（JOCX-TV+（プラス））で放送された特別番組。企画はテレビマンユニオンである。

## 概要
「あなたの怖いものは何ですか?」「どんな時に怖いと感じますか?」等の日常にありそうな事をブラックバックにBGMと文章が画面に現れては消えていき、および若干のナレーションだけというシュールな構成。

## 発表された項目
- 提出した書類を上司が見ながら待っている
- 「明日もこの関係が続くのだろうか」という考え
- 群馬での高校時代、同級生だった女の子が－[1]
- 荒俣宏
- 楳図かずお
- 日野日出志
- 四面楚歌
- 原因不明
- ゴキブリの羽音
- 小田急線で。私の向かいに座っていた青年は－[2]
- この番組の視聴率は0%かも知れない
- 時間切れ[3]

## スタッフ
- ナレーター：近藤サト（当時、フジテレビアナウンサー）